# (5401) Minamioda
(5401) Minamioda (1989 EV) – planetoida z pasa głównego asteroid okrążająca Słońce w ciągu 4,68 lat w średniej odległości 2,8 j.a. Odkryta 6 marca 1989 roku.